# Svalbardposten
Svalbardposten (англ. Svalbard Post, рус. Свальба́рд По́ст) — еженедельная газета на норвежском языке, издающаяся в посёлке Лонгйир архипелага Шпицберген. Газета доставляется по пятницам подписчикам посёлков Лонгйир, Нюбюен, Ню-Олесунн и Свеагрува. «Svalbardposten» является самым северным в мире регулярным печатным изданием. В 2004 году у газеты имелся 3271 подписчик, что превышает общую численность населения Шпицбергена. Издательство газеты «Свальбард Пост» является некоммерческой организацией.
Изначально «Свальбард Пост» была настенной газетой, состоявшей из четырех страниц, которая издавалась в период с сентября по май и клеилась в шахтёрских общежитиях. Газета была в основном юмористической с минимальным количеством новостей. 
С 1971 года редактором газеты стал Благотворительный Совет Шпицбергена. Благодаря этому газета становится более серьёзной, добавляются серьезные журналистские статьи, профессиональные фотографии и объявления. Газета начала выходить раз в две недели, по субботам. На должность главного редактора стали проводиться выборы. Редакторы избирались сроком на 4 года.
В результате финансовых трудностей, в конце 1980-х годов газета провела реорганизацию. Газета вновь начала выходить по пятницам, но уже круглый год. Ответственным издателем стало Министерство юстиции Норвегии, а в 1992 году эту роль взяла на себя НО «Фонд Свальбард Пост». С 1996 года газета печатается на материке и входит в «национальную ассоциацию местных газет». В 1997 году редакция запустила интернет-сайт.
| Год  | Количество подписчиков |
| ---- | ---------------------- |
| 2004 | 3271                   |
| 2005 | 3346                   |
| 2006 | 3352                   |
| 2007 | 3140                   |
| 2008 | 3095                   |
| 2009 | 2989                   |
| 2010 | 2841                   |

## Редакторы
- Kjartan Olsen (1948–1949)
- Thoralv Lund (1949–1950)
- Alf Sørensen (1950–1951)
- Arne Aulie (1951–1953)
- Karl Nusser (1953–1954)
- Øyvind Haddeland (1954–1955)
- Hans Engebretsen (1955–1956)
- C. E. Sollie (1956–1957)
- Einar Nesje (1957–1958)
- K. R. Nordbøe (1958–1959)
- Odd Sverre Knutsen (1959–1960)
- Alf E. Heggelund (1960–1961)
- Hans Engebretsen (1961–1964)
- Svein Jensen (1964–1966)
- Odd Madsen (1966–1967)
- Herleiv Alvheim (1967–1971)
- Erik Gabrielsen (1971–1972)
- Gudbrand Grøt (1972–1973)
- Herleiv Alvheim (1973–1976)
- Bjørn Hansen (1976–1977)
- Otto Risanger (1977–1978)
- Lilleba Knudsen (1978)
- Kristian Hus (1978–1979)
- Kjetil Anthonsen (1979–1980)
- Pål Skogmo (1980–1983)
- Vibjørn Madsen (1983–1984)
- Svein Haaland (1984–1986)
- Mette Bleken (1986–1989)
- Kjetil Anthonsen (1989–1991)
- Tor Ole Ree (1991–1995)
- Kjetil Anthonsen (1995–1997)
- Nils Lorentsen (1997–1999)
- Arne O. Holm (1999–2002)
- Torbjørn Pedersen (2002–2004)
- Birger Amundsen (2004–2013)
- Eirik Palm (2013–2016)
- Hilde Kristin Røsvik (2016–2020)
- Børre Haugli (2021–2022)
- Line Nagell Ylvisåker (c 2023)